# QED 六歌仙の暗号
『QED 六歌仙の暗号』（キューイーディー ろっかせんのあんごう）は、高田崇史による推理小説。QEDシリーズの第2作である。

## 出版履歴
- 1999年：講談社ノベルス、ISBN 4-06-182063-X
- 2003年：講談社文庫、ISBN 4-06-273688-8

## あらすじ
七福神にまつわる連続怪死事件のため、七福神研究は禁止されていた明邦大学。平成5年5月、兄の意志を引き継いだ斎藤貴子は七福神の調査を開始する。そして、桑原が六歌仙と七福神の関係を解き明かす。

## 登場人物
桑原 崇（くわばら たかし）
通称、タタル。萬冶漢方（漢方薬局）勤務の薬剤師。先に京都に来ていた奈々と貴子を連れ、七福神について調べる。
棚旗 奈々（たなはた なな）
ホワイト薬局勤務の薬剤師。GWに行われる製薬会社主催の薬草園研修旅行で京都を訪れる。
小松崎 良平（こまつざき りょうへい）
熊に似た佇まいから通称は、熊つ崎。この当時は、下っぱジャーナリスト。佐木教授の事件を追って、京都にやってくる。

### 明邦大学
斎藤 貴子（さいとう たかこ）
明邦大学文学部4年。亡兄の遺志を継ぎ、卒業論文に大学で禁止されてきた七福神について書くことにし、桑原に協力を求め、京都に向かう。実家は鎌倉で、奈々の実家とも近い。
斎藤 健昇（さいとう けんしょう）
貴子の兄。貴子より3歳年上。卒業論文で七福神について調べている途中、鞍馬の山中で崖から転落死した。
木村 継臣（きむら つぐおみ）
明邦大学文学部民俗学研究室助教授。頑固すぎて生徒からの評判は悪かったが、健昇のことはかわいがっていた。実家は京都・貴船。佐木とは家族ぐるみの付き合いがあった。
佐木 泰造（さき たいぞう）
明邦大学薬学部教授。七福神巡りが趣味。ふくよかで、あだなは「布袋さん」。研究室で何らかの毒物の研究をしている最中、何者かに毒殺される。
星田 秀夫（ほしだ ひでお）
明邦大学薬学部薬理学研究室助手。佐木の遺品のノートを自宅で見ていた時、何者かに刺殺される。

### 木村家
木村 綾乃（きむら あやの）
継臣の妹。継臣より6歳年下。病弱のため、実家の貴船で暮らす。
木村 涼子（きむら りょうこ）
継臣の母。
木村 しづ（きむら しづ）
継臣の祖母。和歌山県高野口出身。

### 警察
岩築 竹松（がんちく たけまつ）
警視庁警部。
堂本 素直（どうもと すなお）
警視庁の刑事。
村田 雄吉（むらた ゆうきち）
京都府警捜査一課警部補。岩築の知り合い。本作から7年後を描いたシリーズ第19作『QED ~flumen~ 月夜見』にも登場しており、警部に昇進している。また「神の時空シリーズ」や5年後を舞台とする『鬼門の将軍』でも名前が語られている。
中新田 務（なかにいだ つとむ）
京都府警巡査長。村田の部下。『月夜見』では巡査部長に昇進している。